# Ryder Cup 2012
La 39ª edizione della Ryder Cup si è svolta al Medinah Country Club, nei pressi di Chicago, in America, dal 28 al 30 settembre 2012. È stata la prima volta che questo torneo si è svolto nello stato dell'Illinois.
L'Europa si è presentata alla competizione come detentrice della coppa, vinta nell'edizione del 2010 in Galles. I capitani delle due squadre erano Davis Love III per gli Stati Uniti d'America e José María Olazábal per l'Europa.
Le prime due giornate di competizione si sono concluse con un netto predominio della squadra americana, in vantaggio per 10-6, a cui servivano solo 4½ punti per vincere. La squadra europea avrebbe dovuto invece aggiudicarsi almeno 8 singoli su 12 per pareggiare e quindi mantenere la coppa.
Durante l'ultima giornata di gara, l'Europa ha realizzato forse la più grande rimonta nella storia della Ryder Cup, vincendo 8 singoli e pareggiandone 1. Il putt di Martin Kaymer alla 18ª buca ha garantito il pareggio dell'Europa portandosi sul 14-13, con un solo match da finire. Il pareggio finale tra Tiger Woods e Francesco Molinari, ha consentito alla squadra europea di vincere (e non pareggiare) la competizione, con il risultato finale di 14½–13½.
L'edizione 2012 della Ryder Cup, grazie all'intensità della rimonta europea, è stata rinominata dai media "The Miracle of Medinah", ovvero "Il Miracolo di Medinah".

## Formato
La Ryder Cup è un torneo match play, in cui ogni singolo incontro vale un punto. Il formato dell'edizione 2012 era il seguente:
- I Giornata (Venerdì) – 4 incontri "foursome" (colpi alternati) nella sessione mattutina and 4 incontri "fourball" (la migliore buca) nella sessione pomeridiana.
- II Giornata (Sabato) – 4 incontri "foursome" nella sessione mattutina and 4 incontri "fourball" nella sessione pomeridiana.
- III Giornata (Domenica) – 12 incontri singolari.

Ogni incontro si disputa su un massimo di 18 buche. La vittoria di ogni incontro assegna un punto, nel caso di parità del match si assegna ½ punto a ciascuno, per un totale di 28 punti disponibili. 14½ punti sono necessari per vincere, ma 14 punti (ovvero un pareggio) sono sufficienti alla squadra che difende per mantenere la coppa.

## Squadre
| Europa              |     |                        |                        |                     |                                              |
| Nome                | Età | Classifica a punti (W) | Classifica a punti (E) | Classifica mondiale | Note                                         |
| José María Olazábal | 46  |                        | —                      | —                   | Capitano non-giocatore                       |
| Rory McIlroy        | 23  | 1                      | 1                      | 1                   | 2ª partecipazione                            |
| Justin Rose         | 32  | 5                      | 2                      | 3                   | 2ª partecipazione                            |
| Paul Lawrie         | 43  | 28                     | 3                      | 6                   | 2ª partecipazione                            |
| Graeme McDowell     | 33  | 18                     | 4                      | 5                   | 3ª partecipazione                            |
| Francesco Molinari  | 29  | 31                     | 5                      | 8                   | 2ª partecipazione                            |
| Luke Donald         | 34  | 3                      | 7                      | 2                   | 4ª partecipazione                            |
| Lee Westwood        | 39  | 4                      | 10                     | 4                   | 8ª partecipazione                            |
| Sergio García       | 32  | 19                     | 13                     | 7                   | 6ª partecipazione                            |
| Peter Hanson        | 34  | 25                     | 6                      | 9                   | 2ª partecipazione                            |
| Martin Kaymer       | 27  | 32                     | 8                      | 10                  | 2ª partecipazione                            |
| Nicolas Colsaerts   | 29  | 35                     | 9                      | 12                  | Scelta del capitano, Esordio nella Ryder Cup |
| Ian Poulter         | 36  | 26                     | 17                     | 11                  | Scelta del capitano, 4ª partecipazione       |

| Stati Uniti     |     |                        |                        |                     |                                           |
| Nome            | Età | Classifica a punti (W) | Classifica a punti (E) | Classifica mondiale | Note                                      |
| Davis Love III  | 48  |                        | —                      | —                   | Capitano non-giocatore                    |
| Tiger Woods     | 36  | 6                      | 1                      | 2                   | 7ª partecipazione                         |
| Bubba Watson    | 33  | 1                      | 2                      | 7                   | 2ª partecipazione                         |
| Jason Dufner    | 35  | 0                      | 3                      | 9                   | Esordio in Ryder Cup                      |
| Keegan Bradley  | 26  | 0                      | 4                      | 14                  | Esordio in Ryder Cup                      |
| Webb Simpson    | 27  | 0                      | 5                      | 8                   | Esordio in Ryder Cup                      |
| Zach Johnson    | 36  | 2                      | 6                      | 17                  | 3ª partecipazione                         |
| Matt Kuchar     | 34  | 1                      | 7                      | 15                  | 2ª partecipazione                         |
| Phil Mickelson  | 42  | 8                      | 8                      | 16                  | 9ª partecipazione                         |
| Steve Stricker  | 45  | 2                      | 10                     | 12                  | Scelta del Capitano, 3ª partecipazione    |
| Jim Furyk       | 42  | 7                      | 11                     | 23                  | Scelta del Capitano, 8ª partecipazione    |
| Brandt Snedeker | 31  | 0                      | 13                     | 10                  | Scelta del Capitano, Esordio in Ryder Cup |
| Dustin Johnson  | 28  | 1                      | 15                     | 13                  | Scelta del Capitano, 2ª partecipazione    |

## Risultati

### Venerdì (sessione della mattina) foursomes
| Stati Uniti (bandiera) | Risultati | Europa (bandiera) |
| ---------------------- | --------- | ----------------- |
| Furyk/Snedeker         | 1 up      | McIlroy/McDowell  |
| Mickelson/Bradley      | 4 & 3     | Donald/García     |
| Dufner/Z.Johnson       | 3 & 2     | Westwood/Molinari |
| Stricker/Woods         | 2 & 1     | Poulter/Rose      |
| 2                      | Sessione  | 2                 |
| 2                      | Totale    | 2                 |

### Venerdì (sessione del pomeriggio) fourballs
Il 3° Match (D.Johnson/Kuchar v. Rose/Kaymer) è iniziato dopo il 4° match (Woods/Stricker v. Westwood/Colsearts). La Tabella segue l'ordine di partenza.
| Stati Uniti (bandiera) | Risultati | Europa (bandiera)  |
| ---------------------- | --------- | ------------------ |
| Watson/Simpson         | 5 & 4     | Lawrie/Hanson      |
| Mickelson/Bradley      | 2 & 1     | McIlroy/McDowell   |
| Woods/Stricker         | 1 up      | Westwood/Colsaerts |
| D.Johnson/Kuchar       | 3 & 2     | Rose/Kaymer        |
| 3                      | Sessione  | 1                  |
| 5                      | Totale    | 3                  |

### Sabato (sessione della mattina)
| Stati Uniti (bandiera) | Risultati | Europa (bandiera) |
| ---------------------- | --------- | ----------------- |
| Watson/Simpson         | 1 up      | Rose/Poulter      |
| Bradley/Mickelson      | 7 & 6     | Westwood/Donald   |
| Dufner/Z.Johnson       | 2 & 1     | Colsaerts/García  |
| Furyk/Snedeker         | 1 up      | McIlroy/McDowell  |
| 3                      | Sessione  | 1                 |
| 8                      | Totale    | 4                 |

### Sabato (sessione del pomeriggio)
Il 1° Match (D.Johnson/Kuchar v. Colsaerts/Lawrie) è iniziato dopo il 2° match (Watson/Simpson v. Rose/Molinari). La Tabella segue l'ordine di partenza.
| Stati Uniti (bandiera) | Risultati | Europa (bandiera) |
| ---------------------- | --------- | ----------------- |
| Watson/Simpson         | 5 & 4     | Rose/Molinari     |
| D.Johnson/Kuchar       | 1 up      | Colsaerts/Lawrie  |
| Woods/Stricker         | 1 up      | García/Donald     |
| Dufner/Z.Johnson       | 1 up      | McIlroy/Poulter   |
| 2                      | Sessione  | 2                 |
| 10                     | Totale    | 6                 |

### Domenica (Match singolari)
| Stati Uniti (bandiera) | Risultati | Europa (bandiera)       | Sequenza dei Match |
| ---------------------- | --------- | ----------------------- | ------------------ |
| Bubba Watson           | 2 & 1     | Luke Donald             | 1st: 10 – 7        |
| Webb Simpson           | 2 up      | Ian Poulter             | 4th: 10 – 10       |
| Keegan Bradley         | 2 & 1     | Rory McIlroy            | 3rd: 10 – 9        |
| Phil Mickelson         | 1 up      | Justin Rose             | 6th: 11 – 11       |
| Brandt Snedeker        | 5 & 3     | Paul Lawrie             | 2nd: 10 – 8        |
| Dustin Johnson         | 3 & 2     | Nicolas Colsaerts       | 5th: 11 – 10       |
| Zach Johnson           | 2 & 1     | Graeme McDowell         | 7th: 12 – 11       |
| Jim Furyk              | 1 up      | Sergio García Fernández | 9th: 12 – 13       |
| Jason Dufner           | 2 up      | Peter Hanson            | 10th: 13 – 13      |
| Matt Kuchar            | 3 & 2     | Lee Westwood            | 8th: 12 – 12       |
| Steve Stricker         | 1 up      | Martin Kaymer           | 11th: 13 – 14      |
| Tiger Woods            | halved    | Francesco Molinari      | 12th: 13½ – 14½    |
| 3½                     | Sessione  | 8½                      |                    |
| 13½                    | Totale    | 14½                     |                    |